# Ted Dumitru
Pour les articles homonymes, voir Dumitru.
Ted Dumitru né le 2 septembre 1939 à Bucarest et mort le 26 mai 2016 à  Johannesburg,, est un ancien joueur puis entraîneur roumain de football.

## Biographie
Surnommé Master Ted, The Professor ou encore Mr Magic, Ted Dumitru n'a joué que dans un seul club en tant que joueur, un de ceux de sa ville natale, le CF Sportul Studențesc Bucarest.
Mais il est surtout connu pour sa carrière d'entraîneur, qu'il commence en Roumanie, avant de rejoindre la Turquie pour quelques clubs. Il passe ensuite par les États-Unis, l'Iran, et l'Afrique du Sud.
Il a également pris les rênes de quelques sélections comme l'équipe de Zambie, le Swaziland, la Namibie et l'Afrique du Sud.

## Palmarès
- Troisième de la Coupe CECAFA des nations en 1981 avec l'equipe de Zambie
- Troisième de la Coupe d'Afrique des nations en 1982 avec l'equipe de Zambie
- Vainqueur de la Coupe d'Afrique du Sud en 1987 avec le Kaizer Chiefs
- Champion d'Afrique du Sud en 1998 et 1999 avec le Mamelodi Sundowns
- Vice-Champion d'Afrique du Sud en 2000 avec le Orlando Pirates
- Finaliste de la Ligue des Champions africaine en 2001 avec le Mamelodi Sundowns
- Champion d'Afrique du Sud en 2004 et 2005 avec le Kaizer Chiefs